# Hans-Ulrich Evers
Hans-Ulrich Evers (* 1922 in Breslau; † 1987) war ein deutscher Jurist.

## Leben
Nach dem Studium und der Promotion zum Dr. iur. an der Philipps-Universität Marburg 1954 und Habilitation 1959 war er von 1964 bis 1970 Professor für Rechtswissenschaft an der TU Braunschweig. Von 1971 bis 1987 lehrte er als Professor für Öffentliches Recht an der Universität Salzburg.

## Schriften (Auswahl)
- Der Richter und das unsittliche Gesetz. Eine Untersuchung. Berlin 1956, OCLC 1104877218.
- Privatsphäre und Ämter für Verfassungsschutz. Berlin 1960, OCLC 1076810765.
- Wer gibt die Hochschulverfassung? Zuständigkeit zur Hochschulverfassungsgebung, dargestellt am Beispiel der Rechtslage der Technischen Hochschulen des Landes Niedersachsen. Göttingen 1967, OCLC 8961344.
- Die Befugnis des Staates zur Festlegung von Erziehungszielen in der pluralistischen Gesellschaft. Berlin 1979, ISBN 3-428-04401-0.